# 13/13/13
13/13/13 – amerykański horror z 2013 w reżyserii Jamesa Cullena Bressacka, nagrodzony w 2014 na Underground Monster Carnival w kategorii najlepszy reżyser.

## Fabuła
Jack (Trae Ireland) wraca do domu z wyprawy z przyjaciółmi. Znajduje żonę na skraju załamania nerwowego. Zawozi ją do szpitala, gdzie okazuje się, że wszyscy nie są już sobą. Ludzie stali się agresywni i zabijają siebie nawzajem. Jack wpada w panikę i szuka schronienia przed szpitalem pełnym maniaków. Wkrótce znajduje Candace (Erin Coker) i dowiaduje się, dlaczego nie jest taki jak inni.
Przez tysiące lat dodawaliśmy dodatkowy dzień co cztery lata, co zakłóca starożytny kalendarz Majów. Teraz wypada 13. miesiąc w 13. roku, przywołując w ludziach demony. Tylko urodzeni w roku przestępnym nie są zarażeni. Kilka ocalałych osób rozpoczyna walkę ze światem demonów.

## Nagrody
- 2014 – Underground Monster Carnival[4][5]

## Obsada
- Trae Ireland jako Jack
- Erin Coker jako Candace
- Jody Barton jako Quentin
- Jared Cohn jako Alex
- Calico Cooper jako Marcy
- Jessica Cameron jako recepcjonistka
- Bill Voorhees jako Trevor
- Tiffany Martinez jako Kendra
- Greg Depetro jako doktor Palumbo
- John Andrew Vaas jako doktor Pappas
- Jackie Bressack jako Meredith
- David Brite jako doktor Gurney